# Idaea unipuncta
Idaea unipuncta är en fjärilsart som beskrevs av Swinhoe 1905. Idaea unipuncta ingår i släktet Idaea och familjen mätare. Inga underarter finns listade i Catalogue of Life.